# Stane Pejovnik
Radovan Stanislav »Stane« Pejovnik, slovenski kemik, * 4. maj 1946, Dolenja vas, Prebold.
Leta 2009 je bil izvoljen za 42. rektorja Univerze v Ljubljani.

## Življenje

### Izobrazba
- dipl. ing. kemije: 1970,
- mag. kemije: 1975,
- dr. kemijskih znanosti: 1978 vse na Univerzi v Ljubljani
- 1976–1977 gostujoči raziskovalec (doktorand), Max Planck Institut für Werkstoffwissenschaften, Pulvermetallurgisches Laboratorium, Stuttgart

### Pedagoško delo
- 1978–1982 docent, Univerza v Ljubljani
- 1982–1989 izredni profesor, Univerza v Ljubljani
- 1987 (4 mesece) gostujoči profesor, North Carolina State University, Raleigh, ZDA
- 1989 dalje redni profesor, Univerza v Ljubljani
- 1992 (7 mesecev) gostujoči profesor, Technische Universität Graz, Graz, Austria

### Strokovno delo
- rektor Univerze v Ljubljani (2009–13)
- dekan Fakultete za kemijo in kemijsko tehnologijo (2005–2009)
- prodekan Fakultete za kemijo in kemijsko tehnologijo (2003–2005)
- državni sekretar za visoko šolstvo pri MŠZŠ (2000–2003)
- direktor, Kemijski inštitut, Ljubljana (1982–1999)
- Predsednik Sveta Vlade Republike Slovenije za znanost in tehnologijo (1999–2000)
- Svetnik MO Ljubljana (1999–2003)
- Predsednik Upravnega odbora ARNES (2003–2005)
- Koordinator za področje materiali in član ZRS za področje tehniških ved pri MŠZŠ (2003–2005)

### Priznanja in nagrade
- Prešernova nagrada za študente (1969)
- Nagrada Sklada Borisa Kidriča za izume in iznajdbe (1977)
- Nagrada Sklada Borisa Kidriča za publikacije o sintranju v prisotnosti tekoče faze (1981)
- Mednarodni inštitut za znanost o sintranju, Beograd, redni član (2006)
- Ambasador Republike Slovenije v znanosti (1994)
- Inženirska akademija Slovenije, redni član, predsednik (2014-2018)
- Dopisni član Mednarodne inženirske akademije, Moskva (1999)
- Član Svetovne akademije umetnosti in znanosti (2005)
- Samčeva nagrada za izjemen prispevek k razvoju FKKT (2010)
- Častni doktorat – dr. hon.c., Clarkson University, Potsdam, ZDA (2012)
- Zlata plaketa « Pro Universitate Labacensi » (2015)
- Zaslužni profesor Univerze v Ljubljani (2016)
- Zoisova nagrada za življenjsko delo (2020)